# ماتيو كاستيانو
ماتيو كاستيانو (بالإسبانية: Mateo Castellano) (12 مارس 1996 برافاييلا في الأرجنتين - ) هو لاعب كرة قدم أرجنتيني في مركز الوسط.

## روابط خارجية
- ماتيو كاستيانو على موقع قاعدة بيانات كرة القدم.إي يو (الإنجليزية)
- ماتيو كاستيانو على موقع Soccerway.com (الإنجليزية)